# Katastrofa lotnicza pod Palomares
Katastrofa lotnicza pod Palomares – wypadek lotniczy z dnia 17 stycznia 1966 roku, do którego doszło w pobliżu miejscowości Palomares w południowej Hiszpanii, na wybrzeżu Morza Śródziemnego. W wyniku zderzenia pomiędzy amerykańskimi samolotami podczas wykonywania manewru tankowania w powietrzu wypadkowi uległ amerykański bombowiec strategiczny B-52 z czterema bombami termojądrowymi na pokładzie. W wyniku wypadku bomby opadły na obszar wybrzeża wywołując skażenie radioaktywne.

## Wypadek
17 stycznia 1966 amerykański bombowiec strategiczny Boeing B-52 Stratofortress odbywał rutynowy manewr tankowania w powietrzu z latającej cysterny KC-135. Podczas manewru bombowiec zbliżył się zbyt mocno do cysterny, wskutek czego wysięgnik podajnika paliwa wbił się w kadłub. Nastąpił zapłon paliwa w podajniku, a następnie w głównych zbiornikach KC-135. Wybuch zbiorników spowodował zniszczenie KC-135 oraz przełamanie kadłuba bombowca. Cała 4-osobowa załoga KC-135 zginęła w wypadku. Spośród 7-osobowej załogi B-52 jedynie czterem lotnikom udało się pomyślnie katapultować z samolotu.

## Upadek bomb w rejonie wybrzeża
Podczas wypadku złamaniu uległa konstrukcja mocująca 4 bomby termojądrowe typu MK28FI. Wszystkie bomby zostały uwolnione i wypadły z uszkodzonego bombowca. Mimo iż bomby nie były uzbrojone, automatyczne systemy kontroli opadania zadziałały i otworzyły spadochrony hamujące (służące pierwotnie do opóźnienia detonacji bomby w przypadku zrzutu na małej wysokości). Trzy bomby opadły na ląd w pobliżu rybackiej wioski Palomares. Czwarta wpadła do morza.

## Akcja zabezpieczenia bomb
Trzy z bomb MK28FI szybko odnaleziono w pobliżu Palomares. Czwartą udało się odnaleźć i wydobyć dopiero po 81 dniach akcji prowadzonej z użyciem okrętu USS „Petrel” oraz batyskafów Aluminaut i DSV Alvin. Kluczowe dla sukcesu akcji wydobywczej czwartej bomby były informacje jednego z lokalnych rybaków, który widział opadającą na spadochronie do morza bombę.

## Skażenie radioaktywne
Dwie spośród bomb, które opadły na ląd zostały poważnie uszkodzone wskutek uderzenia. Uszkodzenia te spowodowały eksplozję części ładunków konwencjonalnych, przeznaczonych pierwotnie do skoordynowanej eksplozji mającej na celu ściśnięcie i zapoczątkowanie reakcji rozszczepienia plutonu (który w tych typach bomb służył jako zapalnik syntezy termojądrowej). Na skutek tych wybuchów część masy ładunków plutonu została rozrzucona po okolicy powodując skażenie radioaktywne.
Usunięcie skutków skażenia wymagało wywiezienia dużej ilości okolicznej gleby. Pozostałości skażenia są do dziś wykrywalne w rejonie upadku bomb.